# Stedten am Ettersberg
Stedten am Ettersberg ist ein Ortsteil der Landgemeinde Am Ettersberg im Landkreis Weimarer Land in Thüringen.

## Geografie
Stedten liegt am Fuß der Nordabdachung vom Ettersberg südöstlich von Berlstedt an der Landesstraße 1054 in einem Ackerbaugebiet des Thüringer Beckens etwa 500 Meter westlich von Ramsla entfernt. Durch das Dorf fließt der Synderbach, ein Zufluss der Lache. Berlstedt und Ottmannshausen sind die westlichen Nachbarn.

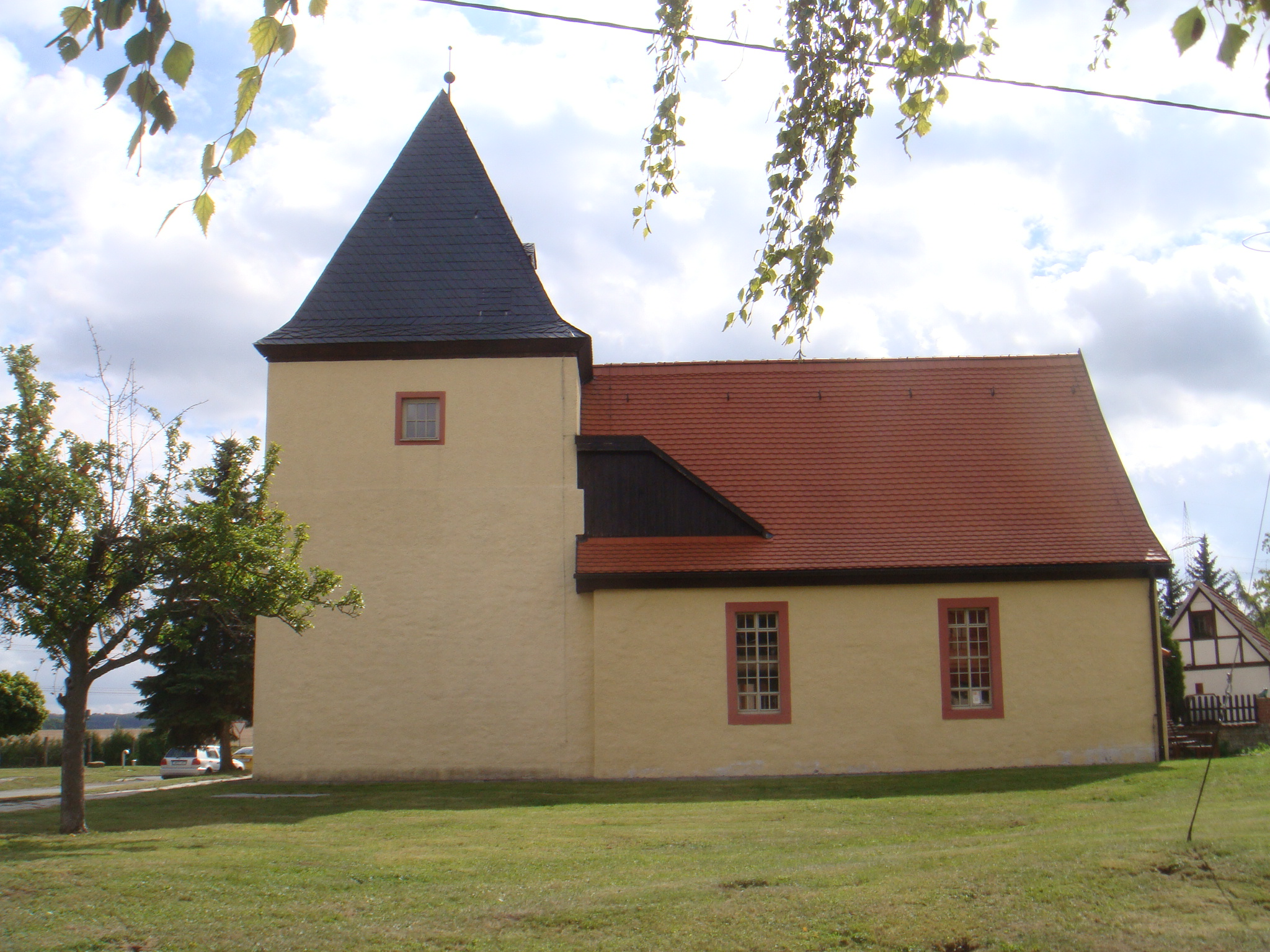
Evangelische Kirche von Stedten

## Geschichte
Die urkundliche Ersterwähnung vom Dorf war am 10. März 1294 oder laut Gemeinde am 16. Januar 1194. Das Dorf lag an der Königsstraße (Via Regia). Diese Straße führte von Frankreich über Frankfurt am Main, Erfurt, Leipzig bis nach Krakau und weiter. Im ehemaligen Rittergutsdorf waren wenige Bauern ansässig. 1421 wurde die Kirche erstmals erwähnt. Sie steht unter Denkmalschutz. Jetzt dient sie noch den Wanderern auf dem Pilgerpfad als Herberge. Ab 1990 begann eine umfangreiche Sanierung des Dorfes. Ein Reiterhof hat sich im Dorf eingerichtet.
→ Siehe auch St. Kilian (Stedten)

## Persönlichkeiten
- Charlotte von Ahlefeld geb. von Seebach (1777–1849), Schriftstellerin